# زهرة (إيران)
زهرة هي مدينة إيرانية تقع في قسم تشم خلف عيسى من مقاطعة هنديجان في محافظة خوزستان. حسب إحصاءات المركز الرسمي للإحصاءات الإيرانية في 2006 كان يسكن زهرة 1282 شخص.